# Bocairent (kommunhuvudort)
Bocairent är en kommunhuvudort i Spanien.   Den ligger i provinsen Província de València och regionen Valencia, i den östra delen av landet, 300 km sydost om huvudstaden Madrid. Bocairent ligger 668 meter över havet och antalet invånare är 4 496.
Terrängen runt Bocairent är kuperad, och sluttar norrut. Runt Bocairent är det ganska tätbefolkat, med 108 invånare per kvadratkilometer. Närmaste större samhälle är Ontinyent, 6,2 km norr om Bocairent. 